# 가스미가세키역 (도쿄도)
가스미가세키역(일본어: 霞ケ関駅 가스미가세키에키[*])은 도쿄도 지요다구에 있는 철도역이다.

## 역 구조
역 승강장은 역 방향의 "고"글씨에 배치되어 북쪽에서 시계 반대 방향으로 마루노우치선, 히비야선, 지요다선의 순이다. 모든 노선에 에스컬레이터와 엘리베이터가 설치되어 콩코스와 승강장을 연결한다.
마루노우치선은 1섬 1상대식 승강장 2면 2선의 지하역이다. 개업 당시엔 섬식 승강장 1면 2선이었지만, 1973년에 이케부쿠로 방면으로 가는 단선 승강장을 증설하고 섬식 승강장을 오기쿠보행 전용으로 현행의 형태가 되었다. 개찰구는 지하 1층, 승강장은 지하 2층에 있다.
히비야선은 섬식 승강장 1면 2선의 지하역이다. 개찰구는 지하 1층, 승강장은 지하 3층에 있다.
지요다선도 섬식 승차장 1면 2선의 지하역이다. 개찰구는 지하 2층, 승강장은 지하 1층에 있어 승강장에서 지상으로 나오려면 승강장에서 지상으로 향하는 계단이 없기 때문에 일단 아래층을 경유하게 된다. "도쿄 지하철 지요다선 건설사"에 따르면 건설 지점에는 구, 해군성의 지하 방공호 흔적이 있었기 때문에 이 중 절반을 파괴하고 건설하였다.
마루노우치선과 지요다선 환승에는 히비야선 승강장을 경유하게 되어, 도쿄 메트로의 자료에 따르면 5분 정도 걸린다. 또한 마루노우치선 승강장이 지요다선 승강장을 직접 연결하는 개찰 내 통로는 없다.
지요다선의 국회의사당앞역 사이에 유라쿠초선 사쿠라다몬역으로 통하는 연결선이 있다. 주로 회송 열차가 사용하지만 영업 열차에서는 "지요다 윙 호"등의 이벤트 열차가 주행한 사례가 있다. 2008년 5월 3일부터는, 오다큐 전철의 특급 로만스카 "베이 리조트"가 연간 30일 정도 운행되었지만 당 역은 스위치백에서 연결선에 들어가기 위해 운전 정차하고 승하차는 받지 않는다.
역무 관리 구역 소재 역이며, 가스미가세키 역무 관리 구역으로 가스미가세키 지역, 롯폰기 지역, 국회의사당 앞 지역을 관리한다.

### 승강장
| 1 | 마루노우치선 | 요츠야・신주쿠・오기쿠보・나카노후지미초 방면 |
| 2 | 마루노우치선 | 오테마치・고라쿠엔・이케부쿠로 방면           |
| 3 | 히비야선     | 롯폰기・나카메구로 방면                       |
| 4 | 히비야선     | 우에노・기타센주・도부 동물공원 방면          |
| 5 | 지요다선     | 요요기우에하라・혼아쓰기・가라키다 방면       |
| 6 | 지요다선     | 오테마치・아야세・아비코・도리데 방면         |

### 개찰구
- A1 ~ A7 (마루노우치선・히비야선)
- A8 ~ A10 (히비야선)
- A11 ~ A13 (지요다선)
- B1 ~ B3 (마루노우치선)
- C1 ~ C4 (지요다선)

개찰 내에서 각 선별의 승강장에 연락하고 있으므로 다른 노선의 개찰의 이용이 가능하다.

## 역 주변
- 중앙성청
  - 외무성
  - 재무성
  - 경제산업성
- 중앙합동청사
  - 제1호관 일본 농림수산성
  - 제2호관 총무성・일본 국가공안위원회・일본 경세청
  - 제3호관 국토교통성・일본 해상보안청
  - 제4호관 일본 내각부・일본 내각법제국・일본 금융청
  - 제5호관 일본 후생노동성・일본 환경성
  - 제6호관 일본 공정취인위원회・일본 법무성・일본 최고검찰청・도쿄 고등 검찰청・도쿄 지방 검찰청
  - 제7호관 문부과학성・일본 문화청・일본 금융청・일본 회계검사청
- 법원합동청사
- 일본 변호사 연합회
- 경시청
- 가스미가세키 빌딩
- 일본우정 본사
- 지요다 가스미가세키 우체국
- 히비야 공원
- 유라쿠초선 사쿠라다몬역
- 긴자선 도라노몬역
- 도영 미타선 우치사이와이초역
- 수도고속도로 도심 환상선 가스미가세키 나들목

## 역사
- 1958년 10월 15일: 마루노우치선 영업 개시.
- 1964년 3월 25일: 히비야선 영업 개시.
- 1971년 3월 20일: 지요다선 영업 개시.
- 1980년: 역 냉방 개시.
- 1993년 11월 4일: 연속 정기권 발매기를 도입.
- 1995년 3월 20일: 도쿄 지하철 사린 사건이 일어남으로써 영업 정지.
- 2004년 4월 1일: 도영지하철 민영화.
- 2008년 3월 15일: 오다큐 전철의 특급열차 로만스카와 지요다선의 직결운행 개시.
- 2020년 6월 6일: 히비야 선에 도라노몬 힐스 역이 영업을 개시함에 따라 히비야 선의 역 번호를 H 06에서 H 07으로 변경.

## 사진

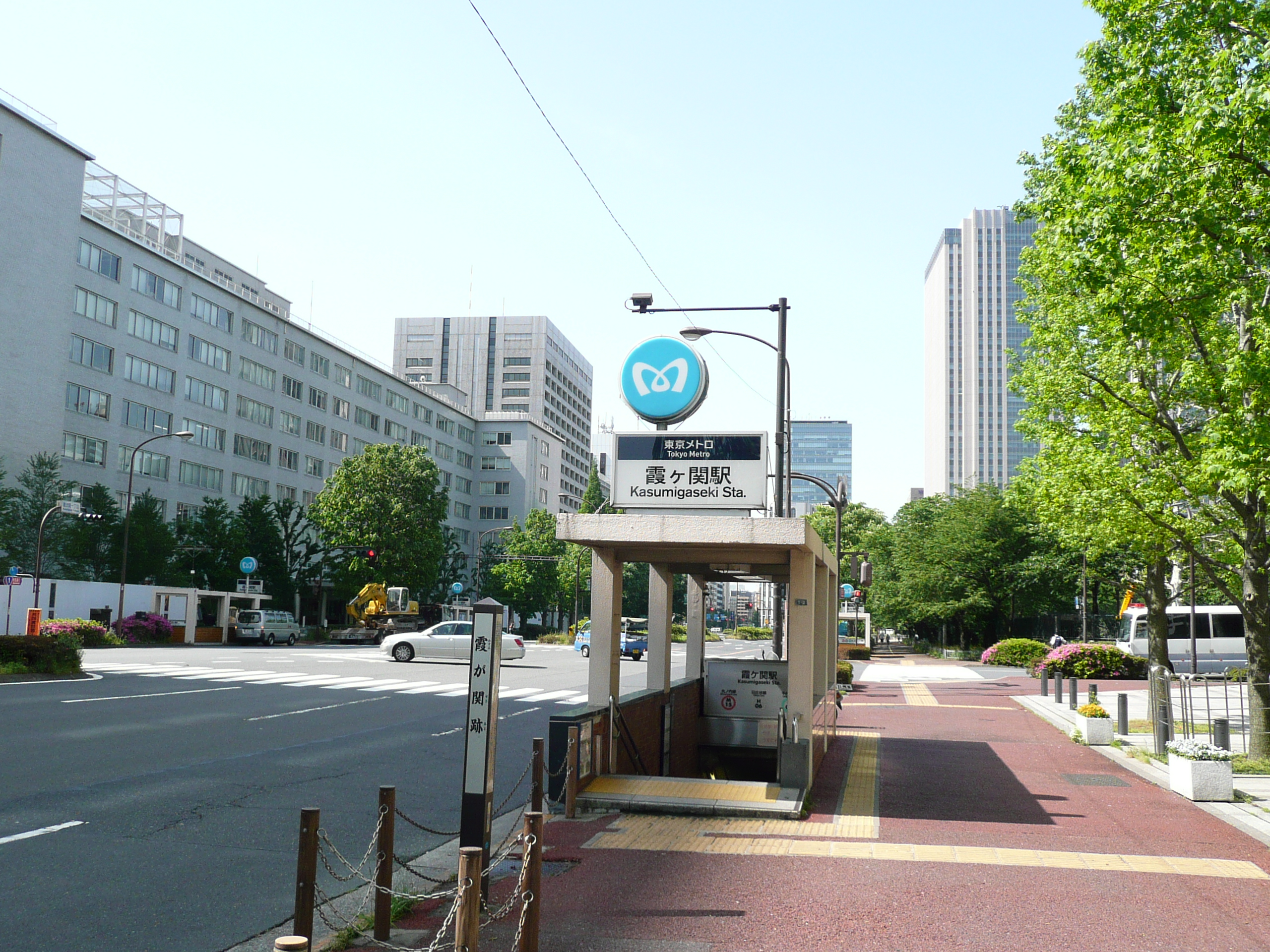
A2 출입구
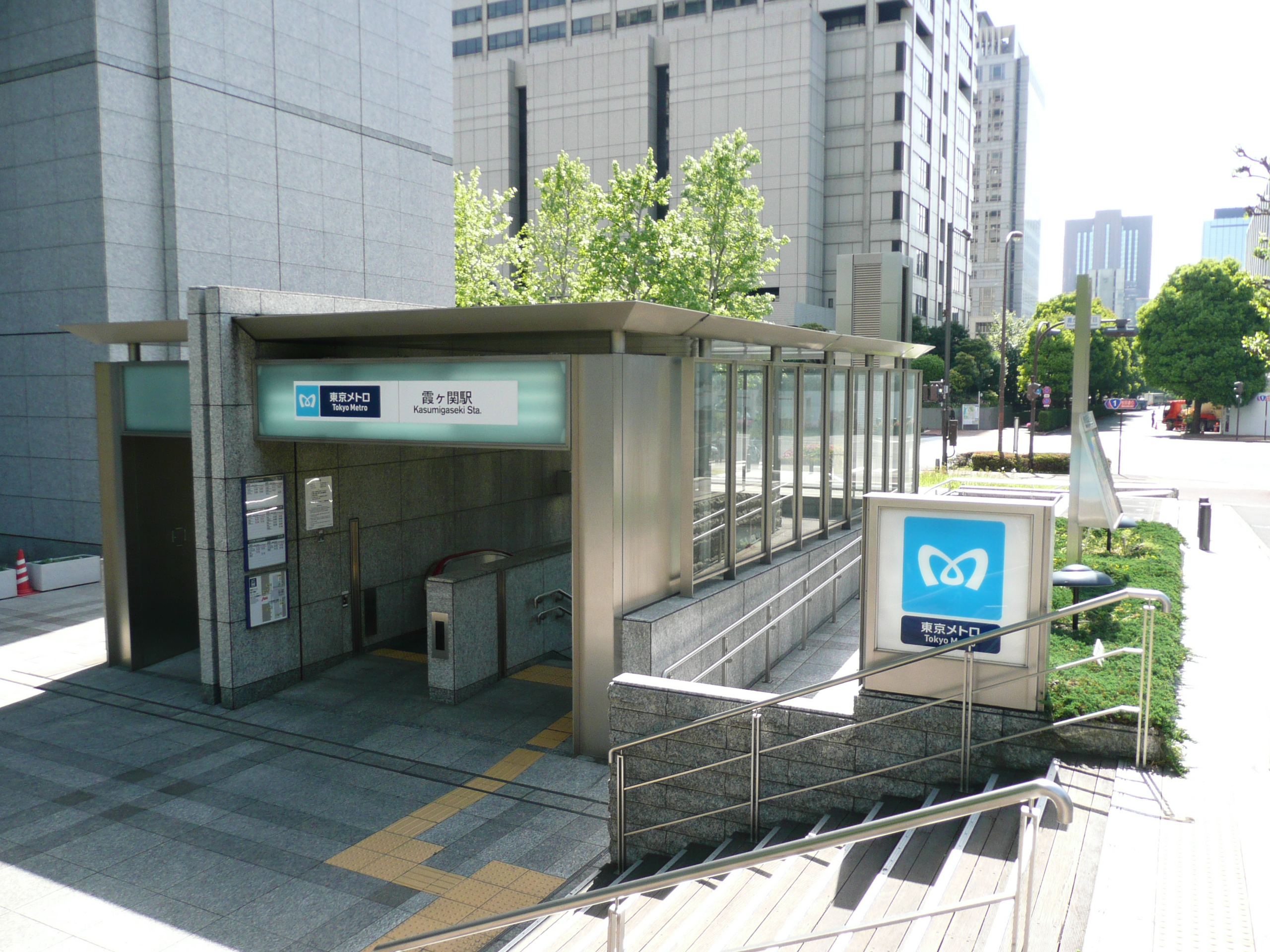
A3a 출입구

## 같이 보기
- 가스미가세키역 (사이타마현)

| 도쿄 메트로 2호선                    | 도쿄 메트로 2호선 | 도쿄 메트로 2호선         |
| ------------------------------------ | ----------------- | ------------------------- |
| H 06 도라노몬 힐스 나카메구로 방면   | 히비야선          | 히비야 H 08 기타센주 방면 |
| 도쿄 메트로 4호선                    |                   |                           |
| M14 국회의사당앞 오기쿠보 방면       | 마루노우치선      | M16 긴자 이케부쿠로 방면  |
| 도쿄 메트로 9호선                    |                   |                           |
| C07 국회의사당앞 요요기우에하라 방면 | 지요다선          | C09 히비야 아야세 방면    |